# Alberto Campillo García
Alberto Campillo García (Vigo, Pontevedra, 13 de marzo de 1988), conocido simplemente como Campillo, es un futbolista español. Juega de defensa central en el Arosa SC.

## Carrera

### Futbolista
Se formó en las categorías inferiores del Celta de Vigo.
Debuta en Segunda División B en 2005 en el Celta de Vigo B.
En 2010 ficha por el Rápido de Bouzas.
En el 2011 firma por el CD Ourense donde permanecería durante 3 temporadas, consiguiendo en 2012 el ascenso a Segunda División B.
En 2014 firma con el Pontevedra CF tras la desaparición del CD Ourense. En junio de 2015 conseguiría su segundo ascenso a Segunda División B. Tras dos temporadas a las órdenes de Luisito ficha por el Coruxo FC, equipo de su ciudad natal, Vigo.

## Estadísticas
| Club             | Categoría          | País   | Año             | Partidos | Goles |
| ---------------- | ------------------ | ------ | --------------- | -------- | ----- |
| Celta de Vigo B  | Segunda División B | España | 2004-2005       | 3        | 0     |
| Celta de Vigo B  | Segunda División B | España | 2005-2006       | 12       | 0     |
| Celta de Vigo B  | Segunda División B | España | 2006-2007       | 20       | 0     |
| Celta de Vigo B  | Segunda División B | España | 2007-2008       | 13       | 0     |
| Celta de Vigo B  | Segunda División B | España | 2008-2009       | 12       | 0     |
| Celta de Vigo B  | Segunda División B | España | 2009-2010       | 16       | 0     |
| Rápido de Bouzas | Tercera División   | España | 2010-2011       | 26       | 1     |
| CD Ourense       | Tercera División   | España | 2011-2012       | 35       | 1     |
| CD Ourense       | Segunda División B | España | 2012-2013       | 32       | 2     |
| CD Ourense       | Segunda División B | España | 2013-2014       | 15       | 0     |
| Pontevedra CF    | Tercera División   | España | 2014-2015       | 35       | 3     |
| Pontevedra CF    | Segunda División B | España | 2015-2016       | 30       | 3     |
| Coruxo FC        | Segunda División B | España | 2016-actualidad | 31       | 2     |